# 브룩 헤이워드

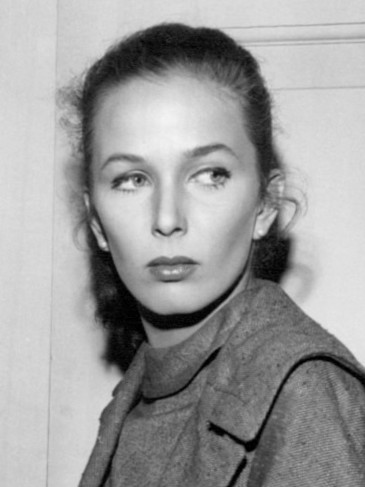

브룩 헤이워드(Brooke Hayward, 1937년 7월 5일 ~ )는 미국의 배우, 연극 배우, 텔레비전 배우, 영화배우이다.
로스앤젤레스에서 태어났다.

## 영화
- 5번가의 폴 포이티어 (1993년)
- 돌고래 알파 (1973년)